# Niko Andrijašević
Niko Andrijašević (Gradac, na moru, 24. siječnja 1882. – Sarajevo, 25. srpnja 1951.), hrvatski prozaist.
Osnovnoškolsku naobrazbu stekao u rodnom mjestu, gimnaziju u Splitu, a filozofiju (zemljopis, geologiju, povijest i slavistiku) u Beču i Zagrebu. Doktorirao s temom: O vertikalnom pomicanju obalne linije na sjeveroistoku Jadranskog mora. U Sarajevu je od 1911. godine, gdje je prvo sudbeni prislušnik, potom odvjetnički perovođa i odvjetnik.  

## Djela
Iz Neretvanske krajine (pripovijesti, 1907.), Antun Tresić, nadripjesnik i megaloman (sa Srećkom Perišićem, 1909.), Pripovijesti (1912.).

## Vanjske poveznice
- Đuro Vidmarović: Dani Nike Andrijaševića u Gradcu, Hrvatsko kulturno vijeće, 2. listopada 2014.